# Вульфиус, Александр Германович
Алекса́ндр Ге́рманович Вульфиус (19 [31] января 1880, Санкт-Петербург — 10 июня 1941, Ухта, Коми АССР) — российский и советский историк.

## Биография
Родился в семье прибалтийских немцев. Отец, Герман Александрович (1823—1884) — железнодорожный служащий. Мать, Ольга Мария (урождённая Эльман; 1838—1887) — дочь учителя. Александр был младшим из 10 детей. Остался сиротой в возрасте семи лет. После смерти родителей воспитанием братьев и сестёр занималась старшая сестра Екатерина Германовна (1866—1957), служившая классной дамой в Главном немецком училище св. Петра (Петришуле).
Учился в Петришуле (1891—1897), после окончания которой поступил на историко-филологический факультет Петербургского университета, где специализировался по средневековой и новой истории Западной Европы. В 1901 получил золотую медаль за студенческую работу «Пруссия и католическая церковь в эпоху Фридриха Великого», написанную на немецком языке.
После окончания университета в течение 25 лет он преподавал историю и географию в Петришуле (в советское время был заместителем директора школы), в 1907—1916 годах — всеобщую историю на Бестужевских курсах, а также в других учебных заведениях Петербурга.
Будучи преподавателем, занимался и научной деятельностью, в основном изучая историю церкви и общественной мысли в Европе. Опубликовал несколько монографий по истории Западной Европы, учебники по средневековой и новой истории, неоднократно переиздававшиеся.
Защитил 25 сентября 1911 года магистерскую диссертацию (монография «Очерки по истории веротерпимости и религиозной свободы в XVIII в.»); 22 мая 1916 года — докторскую диссертацию (монография «Вальденское движение в развитии религиозного индивидуализма»).
В 1927 году Вульфиус в числе других руководителей 41-й школы (бывшей Петришуле) был уволен. Ему удалось выхлопотать пенсию за 25 лет педагогической и научной работы, кроме того, он преподавал в немецком педагогическом техникуме.
19 апреля 1930 года А. Г. Вульфиус был арестован по «Академическому делу» и 8 августа 1931 года осуждён к высылке в Омск на три года. После возвращения в Ленинград А. Г. Вульфиусу не разрешили работать по прежней специальности, и он устроился преподавателем немецкого языка на Высших государственных курсах иностранного языка, а также заведующим кафедрой немецкого языка в Институте инженеров коммунального строительства.
10 февраля 1937 года Вульфиус вновь был арестован, обвинён в контрреволюционной деятельности и 22 сентября приговорён к 8 годам заключения. Умер от воспаления лёгких в Ухтижемлаге НКВД (Коми АССР, посёлок Ухта). В 1958 году посмертно реабилитирован.

## Семья
- Жена (с 1904): Мария Луиза (Елизавета) Антоновна (?—1936), урождённая Жессель-Москоло, дочь французского гражданина Антона Жессель-Москоло[6], владевшего в Петербурге позолотной мастерской.
- Три сына: Павел (1908—1977), музыковед; Алексей (1911—1942, Магадан), биолог; Андрей (1918—1986), геолог, маркшейдер.Окончили бывшую Петришуле. Репрессированы в 1938 году.